# Zanclopteryx uniferata
Zanclopteryx uniferata là một loài bướm đêm trong họ Geometridae.